# John Collier
 (avril 2025).
La mise en forme du texte ne suit pas les recommandations de Wikipédia : il faut le « wikifier ».
Les points d'amélioration suivants sont les cas les plus fréquents. Le détail des points à revoir est peut-être précisé sur la page de discussion.
- Les titres sont pré-formatés par le logiciel. Ils ne sont ni en capitales, ni en gras.
- Le texte ne doit pas être écrit en capitales (les noms de famille non plus), ni en gras, ni en italique, ni en « petit »…
- Le gras n'est utilisé que pour surligner le titre de l'article dans l'introduction, une seule fois.
- L'italique est rarement utilisé : mots en langue étrangère, titres d'œuvres, noms de bateaux, etc.
- Les citations ne sont pas en italique mais en corps de texte normal. Elles sont entourées par des guillemets français : « et ».
- Les listes à puces sont à éviter, des paragraphes rédigés étant largement préférés. Les tableaux sont à réserver à la présentation de données structurées (résultats, etc.).
- Les appels de note de bas de page (petits chiffres en exposant, introduits par l'outil «  Source ») sont à placer entre la fin de phrase et le point final[comme ça].
- Les liens internes (vers d'autres articles de Wikipédia) sont à choisir avec parcimonie. Créez des liens vers des articles approfondissant le sujet. Les termes génériques sans rapport avec le sujet sont à éviter, ainsi que les répétitions de liens vers un même terme.
- Les liens externes sont à placer uniquement dans une section « Liens externes », à la fin de l'article. Ces liens sont à choisir avec parcimonie suivant les règles définies. Si un lien sert de source à l'article, son insertion dans le texte est à faire par les notes de bas de page.
- La présentation des références doit suivre les conventions bibliographiques. Il est recommandé d'utiliser les modèles {{Ouvrage}}, {{Chapitre}}, {{Article}}, {{Lien web}} et/ou {{Bibliographie}}. Le mode d'édition visuel peut mettre en forme automatiquement les références.
- Insérer une infobox (cadre d'informations à droite) n'est pas obligatoire pour parachever la mise en page.

Pour une aide détaillée, merci de consulter Aide:Wikification.
Si vous pensez que ces points ont été résolus, vous pouvez retirer ce bandeau et améliorer la mise en forme d'un autre article.
Pour les articles homonymes, voir Collier (homonymie).
John Collier (27 janvier 1850 à Londres – 11 avril 1934) est  un peintre et un écrivain britannique préraphaélite.
John Collier est un des grands portraitistes de sa génération. Il est le fils d'un juge et artiste amateur, Robert Collier, 1er baron Monkswell. Il étudie au collège d'Eton, puis au Slade avec Edward Poynter, à Paris avec Jean-Paul Laurens et à Munich. Bien qu'il ne soit pas leur élève, il est encouragé et influencé par Lawrence Alma-Tadema et John Everett Millais.
Il épouse successivement Marian (Mady) Huxley (décédée en 1887) et la jeune sœur de Mary, Ethel Huxley, toutes deux filles de Thomas Henry Huxley.
Collier est l'un des vingt-quatre membres fondateurs de la Royal Society of Portrait Painters, dont il devient le vice-président. Il est aussi membre du Royal Institute of Oil Painters. Il expose pas moins de cent trente tableaux à la Royal Academy et cent soixante-cinq à la Royal Society des peintres portraitistes, ainsi que dans des galeries en Angleterre et dans d'autres pays.

## Biographie
Collier appartient à une famille talentueuse qui a obtenu maints succès. Son grand-père, John Collier, est un marchand quaker qui fait partie du parlement britannique. Son père, Robert Collier (qui a aussi fait partie du parlement britannique, en plus d'être procureur général et, pendant plusieurs années, juge au Conseil privé) reçoit le titre de Lord Monkswell. Son père est aussi membre de la Royal Society of British Artists. Son frère aîné, le deuxième Lord Monkswell, est Sous-Secrétaire à la guerre et président du London County Council.

Marian Huxley, la première femme de Collier, en 1883.

Collier devient membre de la famille Thomas Henry Huxley, parfois président de la Royal Society. Collier épouse deux des filles de Huxley et « avait une amitié intime » avec son fils, l'écrivain Leonard Huxley. Collier se marie à sa première femme, Marian Huxley, en 1879. Elle est une peintre qui a aussi étudié au Slade School of Fine Art et qui expose ses œuvres à la Royal Academy. Après la naissance de leur seul enfant, une fille, elle fait une sévère dépression post-partum et est amenée à Paris pour un traitement. Elle y contracte la pneumonie et meurt en 1887.
En 1889, Collier épouse la plus jeune sœur de Marian, Ethel Huxley. Jusqu'à la création d'une loi britannique, la Deceased Wife's Sister's Marriage Act 1907, un tel mariage est interdit en Angleterre. Les deux se marient en Norvège. Joyce, la fille de Collier par son premier mariage, est une peintre miniaturiste, ainsi qu'une membre de la Royal Society of Miniature Painters. Sa deuxième femme lui donne une fille et un garçon, Sir Laurence Collier KCMG, qui est ambassadeur britannique en Norvège de 1941 à 1951.
John Collier est surnommé « Jack » par sa famille et ses amis.

## Sujets
Collier explore plusieurs sujets en tant que portraitiste. En 1893, par exemple, il peint Sir Lovelace Stamer (pasteur de Shrewsbury) Sir John Lubbock FRS, A. N. Hornby (capitaine du navire Lancashire Eleven), Sir Edward Augustus Inglefield (amiral et explorateur de l'Arctique).

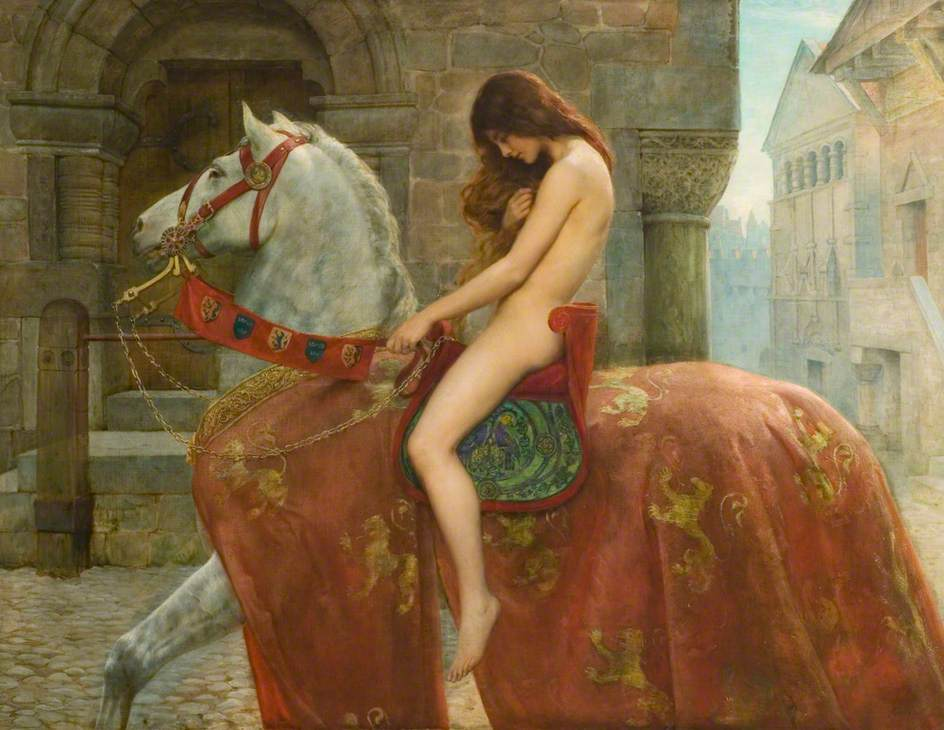
Lady Godiva, peinture réalisée vers 1898.

Ses portraits commandés du futur roi George V en tant que Maître du Trinity House en 1901 et alors Duc d'York, et celui d'Édouard VIII alors Prince de Galles, sont ses principaux portraits royaux. Ce deuxième portrait est plus tard exposé au Durbar Hall à Jodhpur, Rajputana.
Il a aussi peint deux Lord Chancellors (le Earl of Selborne en 1882 et le Earl of Halsbury en 1897 ; le speaker de la Chambre des communes, William Gully en 1897 ; des personnalités judiciaires d'importance, dont le juge en chef Lord Alverstone en 1912 et le Master of the Rolls Sir George Jessel en 1881.

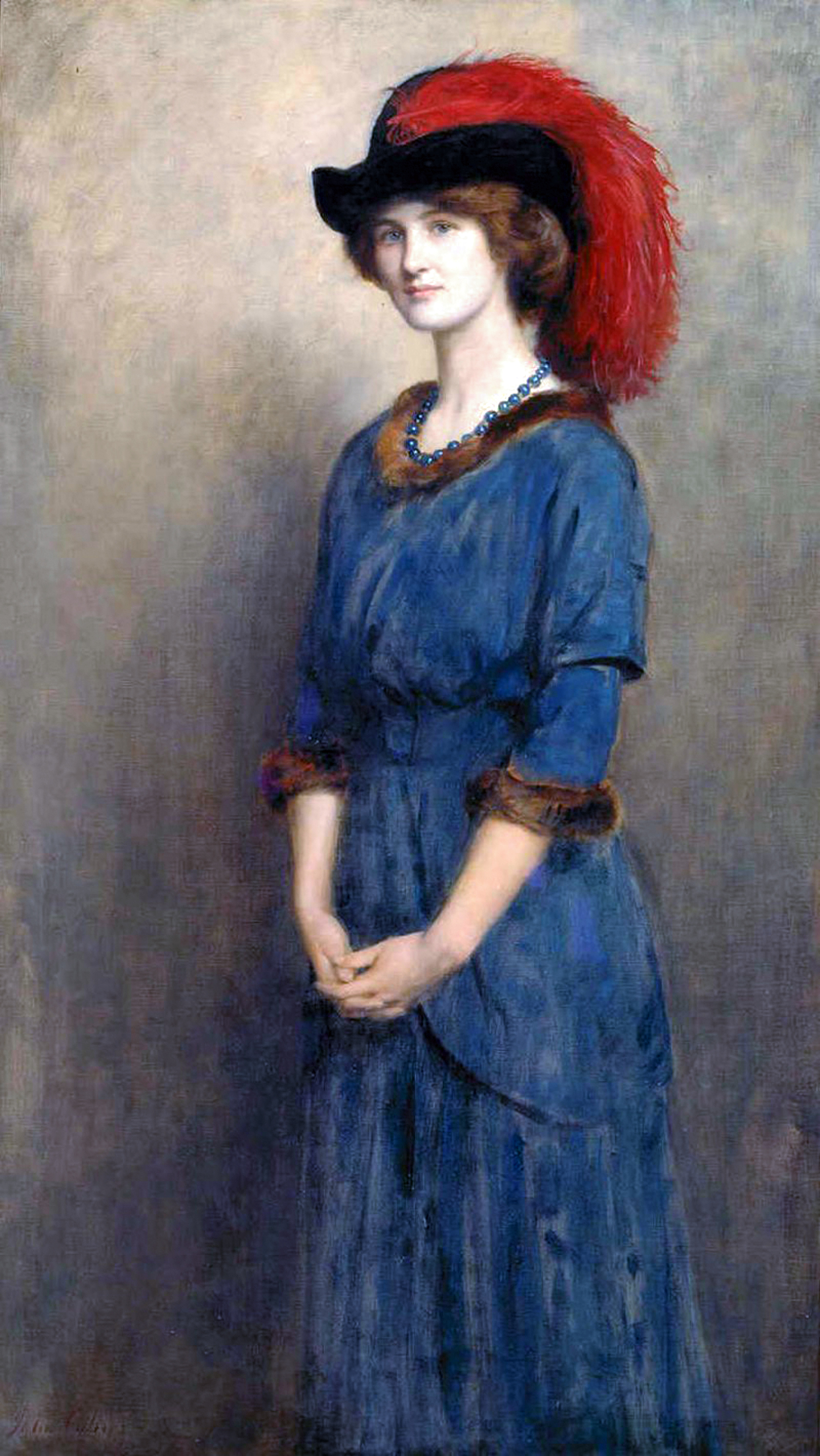
Angela McInnes, portrait de 1914.

Collier fait aussi le portrait de Rudyard Kipling en 1891, du Field Marshal Lord Kitchener of Khartoum en 1911 et du Field Marshall Sir Frederick Haines en 1891. Il peint deux maharajahs indiens, dont celui du Népal en 1910. Il peint le portrait des différents scientifiques britanniques, dont celui de Charles Darwin en 1882, son beau-père Thomas Henry Huxley en 1891, William Kingdon Clifford, James Prescott Joule et Michael Foster. Clark calcule que Collier a peint 32 portraits des membres de la famille Huxley pendant les cinquante années qui ont suivi son premier mariage.
Une photocopie du Sitters Book de Collier (faite à partir de l'original détenu par son fils) peut être consulté au Heinz Archive and Library du National Portrait Gallery. Il contient la liste manuscrite des œuvres peintes par lui-même.

## Réputation
Collier est mort en 1934. Son entrée dans le Dictionary of National Biography  compare son travail à celui de Frank Holl à cause de sa solennité. Son entrée dans le Dictionary of Art affirme que la quasi-transparence de ses coups de pinceaux est une « utilisation plutôt ennuyeuse de la peinture », mais il ajoute qu' « [il] possède une forte et surprenante maîtrise de la couleur » « créant [ainsi] une similitude déconcertante de l'humeur et de l'apparence ». Le Dictionary of Portrait Painters in Britain up to 1920 (1997) décrit ses portraits comme « des peintures alliant de façon rafraichissante la lumière et la couleur ».

## Collections publiques
Seize peintures de John Collier appartiennent en 2010 aux collections du National Portrait Gallery et deux sont détenues par la Tate Gallery. Un autoportrait de 1907 est préservé par la Galerie des Offices à Florence, œuvre qui aurait été commandée pour faire partie d'une collection d'autoportraits.
D'autres tableaux sont accessibles au public, dont un grand de Clytemnestre exposé au Guildhall Gallery à Londres. Le Death Sentence a été donné par sa veuve au Wolverhampton Art Gallery. Son portrait du Earl of Onslow (1903), est exposé au Clandon Park dans le Surrey, alors que celui de Sir Charles Tertius Mander, est exposé au Owlpen Manor à Gloucestershire.
Une reproduction de plusieurs autres est exposée au Heinz Archive and Library de la National Portrait Gallery. L'ouvrage The Art of the Honourable John Collier de W. H. Pollock (1914) en contient une grande sélection.

## Œuvre

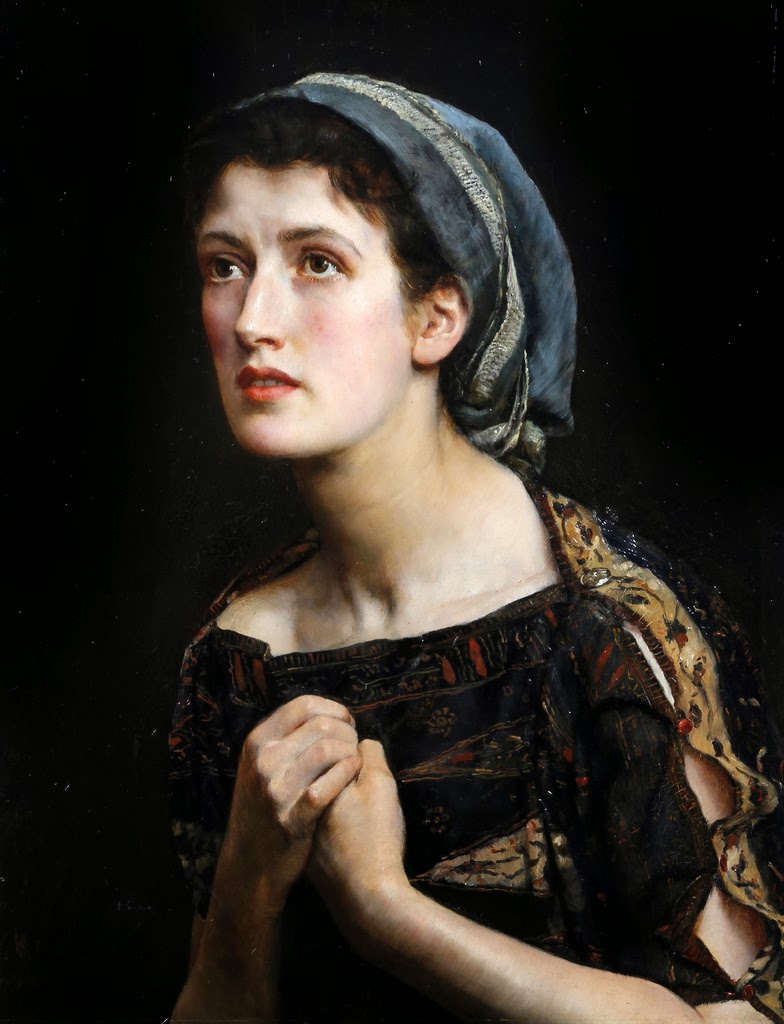
Cassandra.
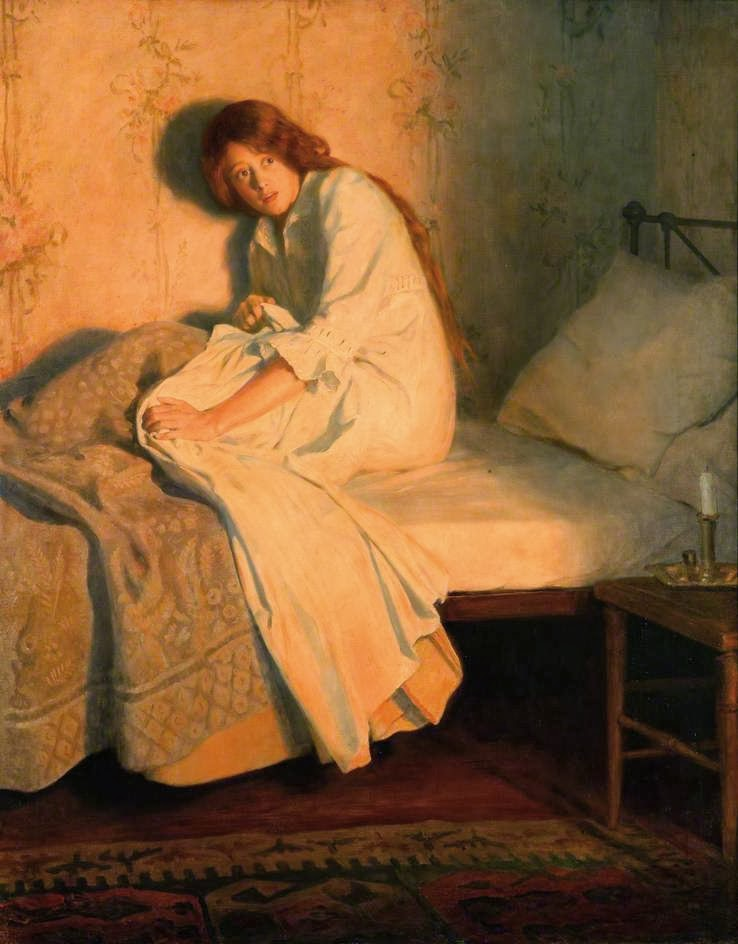
Fire.
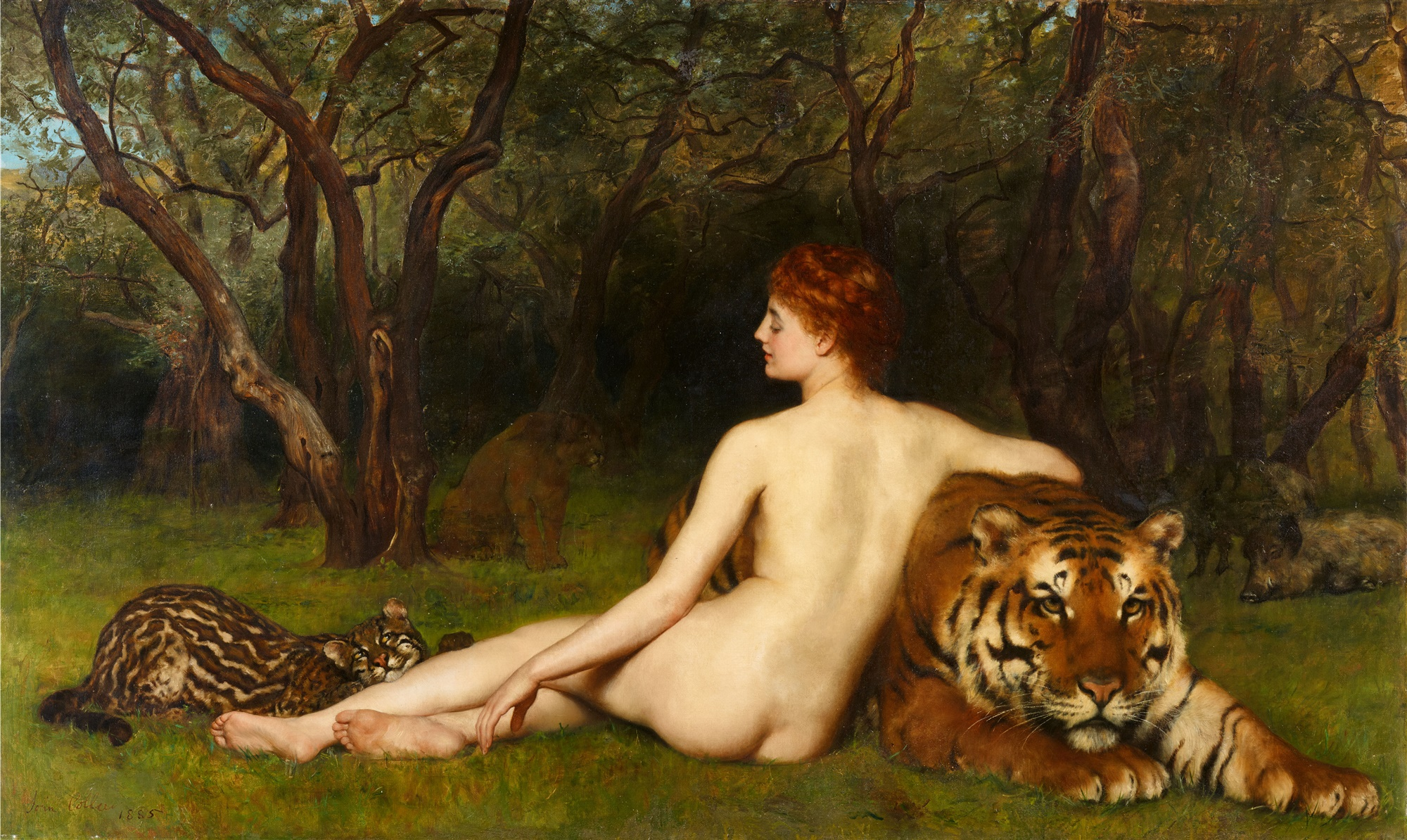
Circé (1885), Ger Eenens Collection The Netherlands, Pays-Bas
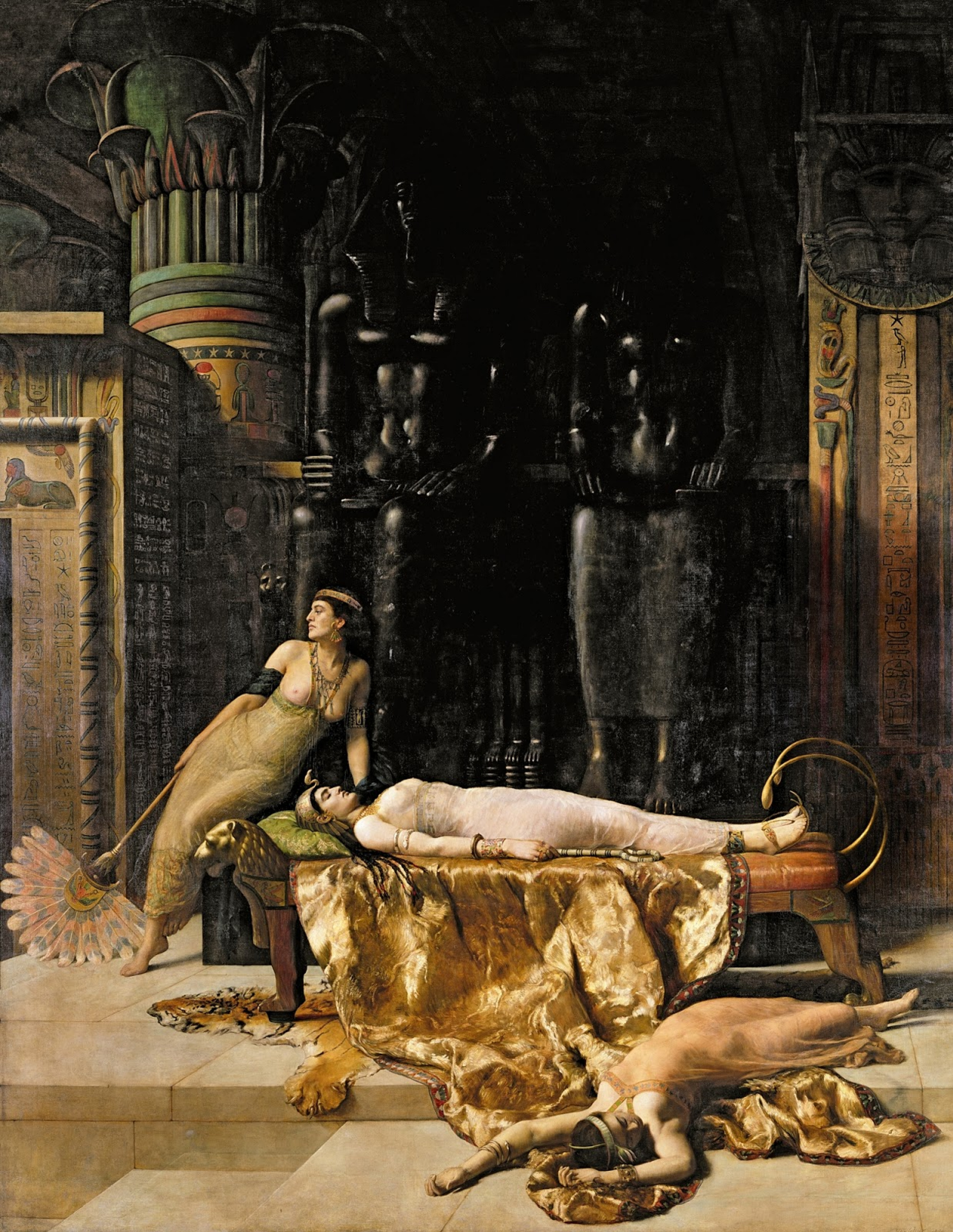
The Death of Cleopatra (1890), Gallery Oldham, Oldham.
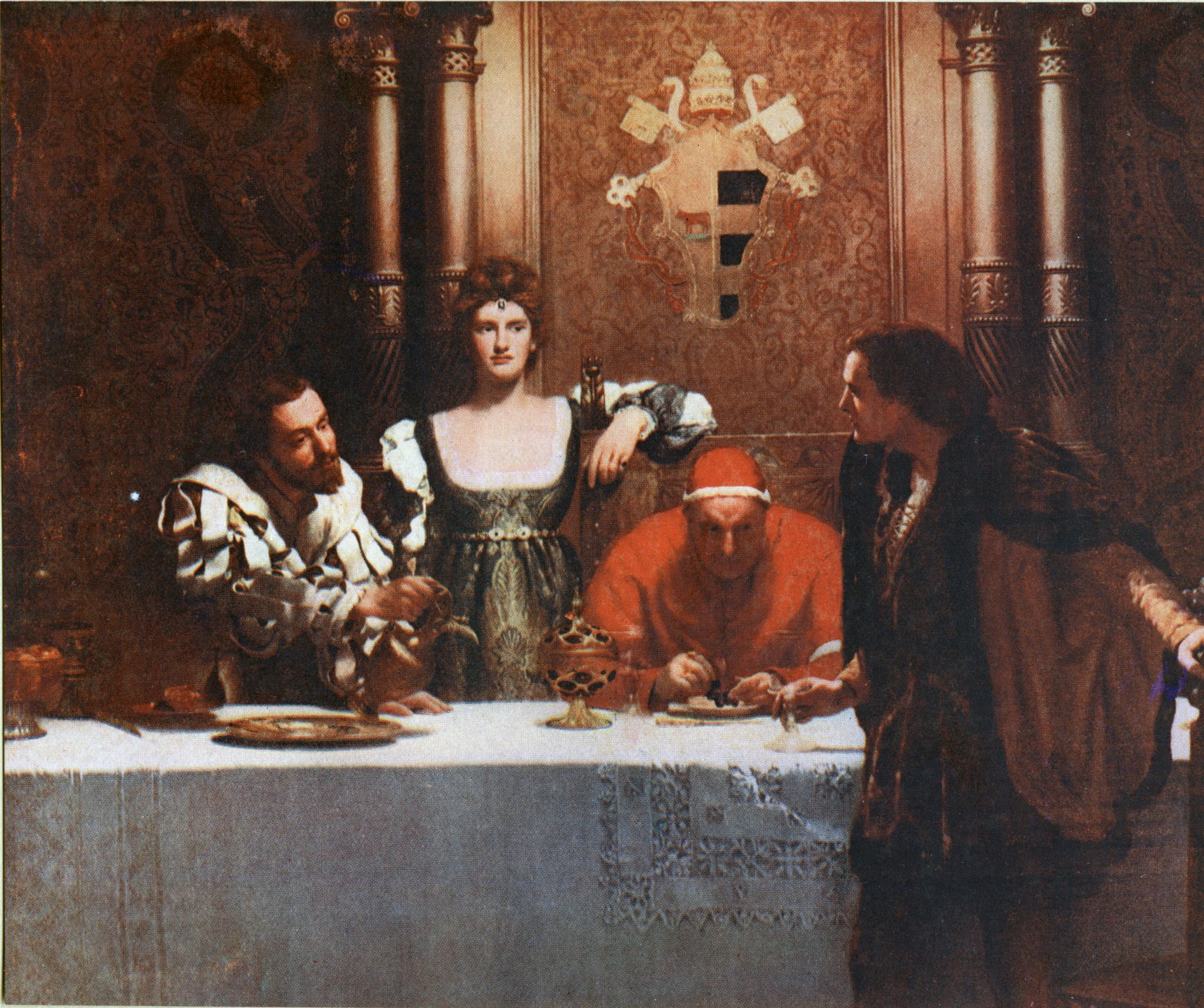
A Glass of Wine with Caesar Borgia, 1893.
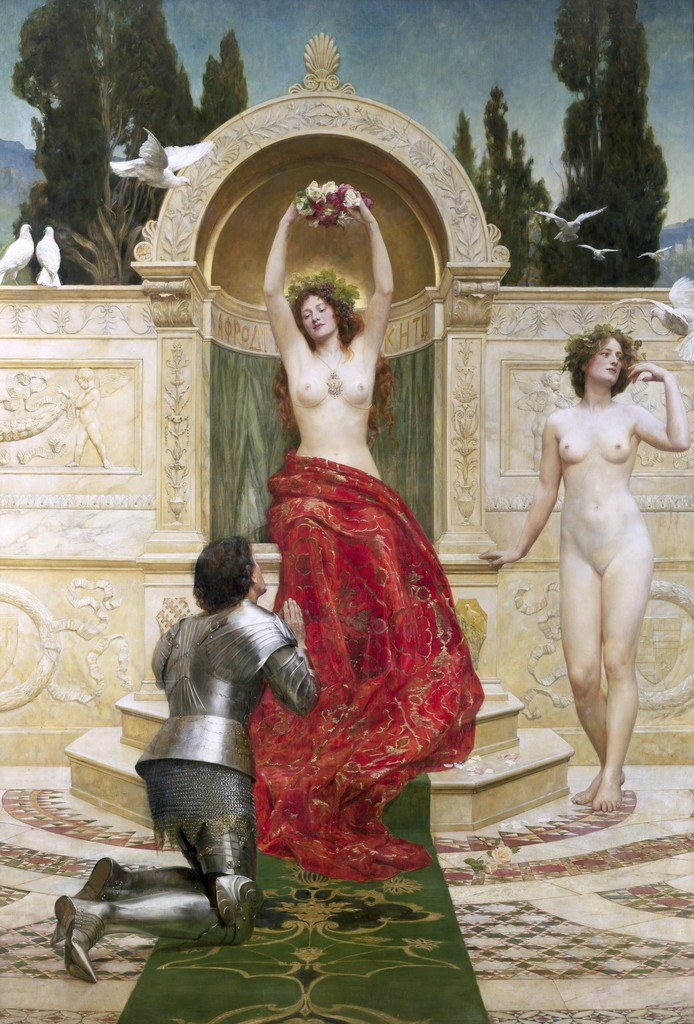
Tannhäuser in the Venusberg, 1901.

## Publications
- A Primer of Art, 1882
- A Manual of Oil Painting, 1886
- The Art of Portrait Painting, 1905
- The Religion of an Artist, 1926

### Traductions de
1. ↑  (en) « rather unexciting and flat use of paint ».
2. ↑  (en) « Collier's strong and surprising sense of colour ».
3. ↑  (en) « created a disconcerting verisimilitude in both mood and appearance ».
4. ↑  (en) « painterly works with a fresh use of light and colour ».